# Bleecker Street Cinema

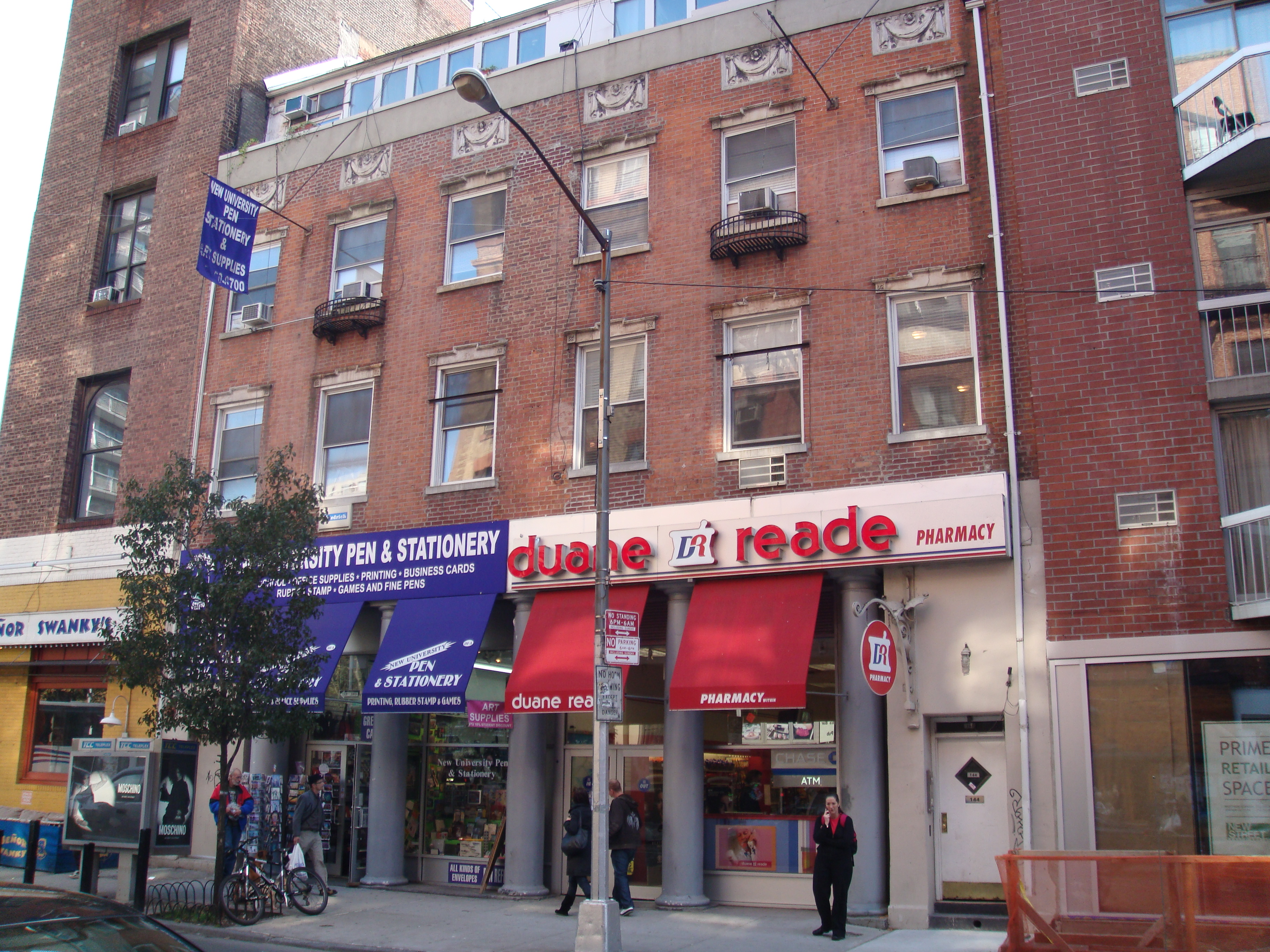
L'ancien bâtiment du Bleecker Street Cinema en 2008

Le Bleecker Street Cinema (3 avril 1960 - 30 août 1990) une ancienne salle de cinéma située au 144 Bleecker Street à New York, projetant du cinéma d'auteur. Créé par Lionel Rogosin pour la première de son film Come Back, Africa, il est devenu un monument de Greenwich Village, et était connu pour sa diffusion de films indépendants, étrangers et autres bizarreries du cinéma.
À l'automne 1974, Rogosin vendit le cinéma à Sid Geffen qui s'occupait du Carnege Hill Cinema avec sa femme Jackie Raynal. Le Bleecker Street ferma en août 1990, à cause des loyers montant en flèche.

## Anecdotes
- Dans son fax du 22 janvier 1995 au Cercle des critiques new-yorkais, qui souhaite lui remettre un prix spécial pour sa carrière de critique, Jean-Luc Godard refuse les honneurs et propose d'« envoyer [sa] récompense au Bleeker Street Cinema s'il existe encore. »[2]
- Alors étudiant en peinture, le futur danseur et chorégraphe Andy de Groat travaille à mi-temps en 1966 au cinéma pour payer ses études, et y fait la rencontre décisive de Bob Wilson avec lequel il collaborera de nombreuses années[3].